# Sorin Oprea
Sorin Oprea (n. 5 martie 1962, Timișoara) este unul dintre cei mai activi participanți la revoluția română din 1989 de la Timișoara.

## Studii
- Absolvent al liceului agricol din Brănești, Ilfov.

## Activitate profesională
Muncitor la IMAIA Timișoara, apoi la fabrica de încălțăminte "Banatul", înainte de revoluție la Electrometal Timișoara.

## Condamnări penale (înainte de revoluție)
- Trecere ilegală a graniței (în Iugoslavia). Condamnat la 2 ani închisoare, eliberat după 3 luni ca urmare a grațierii din ianuarie 1988.

## Participare la revoluția din 1989
În 16 decembrie 1989 a fost unul din liderii demonstranților, propunînd străbaterea unui traseu prin care să se adune cît mai mulți demonstranți. În 17 decembrie a fost împușcat în picior. În 20 decembrie a participat la discuțiile dintre liderii demonstranților și primul ministru Constantin Dăscălescu, desfășurate în clădirea Comitetului județean PCR (actuala prefectură), iar apoi a participat la comitetul revoluționar înființat în clădirea Operei, unde a îndeplinit funcția de organizator al pazei, avînd la dispoziție "trei arme și un pistol TT"